# Franz Bracht
Clemens Emil Franz Bracht, född 23 november 1877 i Berlin, död 26 november 1933 i Berlin, var en tysk jurist och politiker. Han var Tysklands inrikesminister från den 3 december 1932 till den 30 januari 1933.